# 천곡벽산블루밍
천곡벽산블루밍(영어: Cheongok Byuksan Blooming)은 대한민국 울산광역시 북구 천곡동에 위치한 아파트다.